# لئوناردو آکوری
لئوناردو آکوری (انگلیسی: Leonardo Acori؛ زادهٔ ۱۶ ژانویهٔ ۱۹۵۵) بازیکن سابق و مربی فوتبال اهل ایتالیا است که در پست هافبک بازی می‌کرد.